# シャッフル2 エクスチェンジ
『シャッフル2 エクスチェンジ』（Possession）は2009年のアメリカ合衆国のサスペンス映画。監督はジョエル・ベルクヴァールとシモン・サンドクヴィスト、出演はサラ・ミシェル・ゲラーとリー・ペイスなど。韓国映画『純愛中毒』（2002年）のハリウッドリメイクである。
本国アメリカでは劇場公開されず、DVDのみ。また、日本では『シャッフル』（2007年）の続編のような邦題が付けられているが、実際には無関係である。

## キャスト
※括弧内は日本語吹替
- ジェス・ブライソン: サラ・ミシェル・ゲラー（水谷優子） - 弁護士。
- ローマン・ブライソン: リー・ペイス（堀内賢雄） - ジェスの夫ライアンの弟。刑務所帰り。粗暴。
- ライアン・ブライソン: マイケル・ランデス（木下浩之） - ジェスの夫。芸術家。穏やかで優しい性格。
- ケイシー・リッグス: ツヴァ・ノヴォトニー（たなか久美） - ローマンに片思い。
- ミランダ: チェラー・ホースダル（上村愛香） - ジェスの同僚。

## オリジナルとの違い
- ヒロインの職業がコンサート・プランナーから弁護士に変更。
- 兄が家具アーティストから粘土で像を作る芸術家に変更。
- 弟がカーレーサーから刑務所帰りの粗暴な人物に変更。
- 兄弟が暮らす家にヒロインが兄嫁として入って来る形での同居が、出所した弟を引き取ったことによる同居に変更。
- ヒロインが義弟の弁護を担当していると共に義弟を嫌悪している設定が加えられている。
- 兄弟が見舞われる交通事故が、同時に別の場所で起こっていたものから同じ事故に変更。
- 「憑依」のオチは同じだが、その後の展開と結末が違う。